# Stefan Laurysiewicz

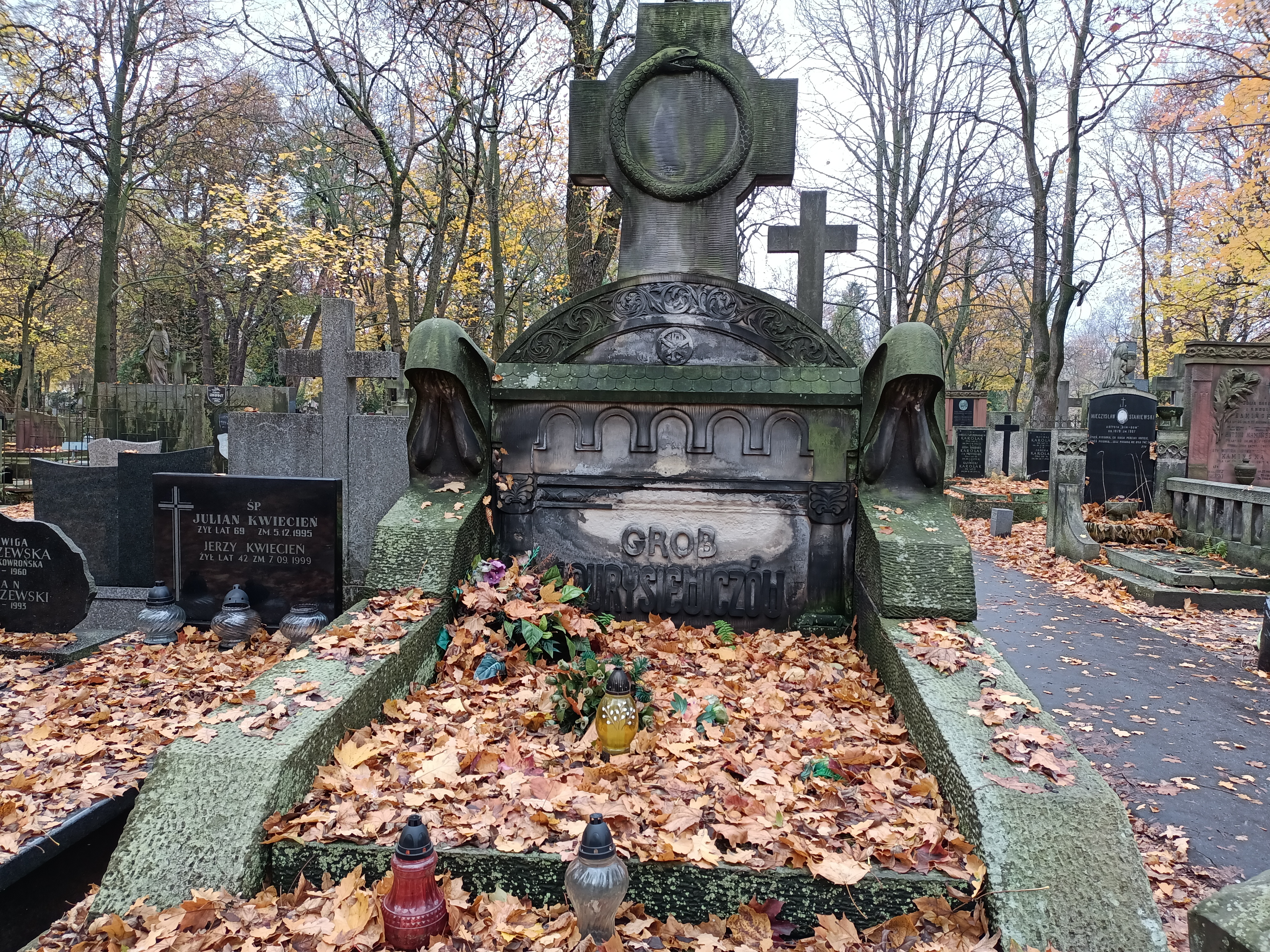
Grób Stefana Laurysiewicza na Cmentarzu Powązkowskim

Jan Gwalbert Stefan Laurysiewicz (ur. 12 lipca 1867 w Sobieniach Kiełczewskich k. Otwocka, zm. 20 listopada 1935 w Warszawie) – polski przemysłowiec, działacz społeczny, krytyk sztuki, senator Bezpartyjnego Bloku Współpracy z Rządem II i III kadencji II RP.

## Życiorys
Urodził się w rodzinie Nestora Władysława (1834–1910) i Amelii Marii z Hamanów (1836–1896). Brat Anny po mężu Modlińskiej (1862–1940). W 1886 ukończył Szkołę Handlową im. Leopolda Kronenberga w Warszawie. W tym okresie prawdopodobnie należał do I Proletariatu. W obawie przed aresztowaniem za działalność tajnych socjalistycznych stowarzyszeniach oświatowych w 1889 wyjechał do Paryża, gdzie pracował jako praktykant handlowy. Od 1890 Przegląd Tygodniowy publikował jego eseje na temat malarstwa i recenzje z wystaw. Po powrocie do Warszawy współpracował także z Prawdą. Podczas pobytu we Francji zaprzyjaźnił się z Józefem Pankiewiczem (któremu kilkukrotnie pozował do portretów) i Gabrieli Zapolskiej, która pomogła mu nawiązać współpracę z Przeglądem Tygodniowym i sportretowała jako Kręckiego w powieści Zaszumi las. W 1891 brał udział w organizacji Wystawy Francuskiej w Moskwie, po czym pracował przez dwa lata na terenie Rosji w firmie handlowej Kellera, co ułatwiało mu pomaganie zesłańcom politycznym. W latach 1903–1907 zarządzał Fabryką Firanek, Tiulu i Koronek „Szlenkier, Wydźga i Weyer” oraz kierował przedsiębiorstwem handlowym Allina i Laurysiewicz. Od 1907 do 1930 był dyrektorem Rosyjsko-Włoskiego Towarzystwa Akcyjnego Wyrobów Włóknistych w Warszawie. Podczas I wojny światowej zasiadał w Komitecie Obywatelskim w Warszawie. Od 1915 do 1922 był ławnikiem miejskim. Kierował działem administracji majątkiem miejskim Rady Miejskiej. Należał do władz Towarzystwa Przemysłowców Królestwa Polskiego i Stowarzyszenia Kupców Polskich. W 1917 był wśród współorganizatorów Związku Niezależności Gospodarczej i Polskiej Partii Postępowej.
Wchodził w skład polskiej delegacji ekonomicznej na konferencję pokojową w Wersalu. Od maja do grudnia 1919 pełnił funkcję prezesa Państwowej Misji Zakupów w Paryżu. Od 1927 do 1935 był wiceprezesem Rady Centralnego Związku Polskiego Przemysłu, Górnictwa, Handlu i Finansów („Lewiatana”). W 1935 został honorowym członkiem prezydium jego zarządu. Zasiadał także w zarządzie Związku Przemysłu Włókienniczego w Państwie Polskim, Radzie Towarzystwa Kredytowego Przemysłu Polskiego oraz zakładów włókienniczych „Stradom”, Tomaszowskiej Fabryki Sztucznego Jedwabiu SA, „Polski Fiat” SA, Banku Zachodniego SA, Warszawskiego Towarzystwa Ubezpieczeń SA i Komisji Rewizyjnej Banku Polskiego. W 1926 został wiceprezesem Komisji Opiniodawczej przy prezesie Komitetu Ekonomicznego Rady Ministrów, zaś rok później – wiceprezesem Komitetu Polskiego Międzynarodowej Izby Handlowej. Po przewrocie majowym był też wiceprezesem Izby Przemysłowo-Handlowej w Warszawie oraz członkiem Rady Muzeum Przemysłu i Rolnictwa w Warszawie. W działalności gospodarczej reprezentował interesy kapitału włoskiego. W 1925 uczestniczył w utworzeniu filii ASP w Krakowie w Paryżu i należał do jej głównych sponsorów. Kolekcjonował obrazy, głównie Pankiewicza i jego uczniów. Był właścicielem willi „Moja” z 1901 w Konstancinie-Jeziornie.
W 1928 został wybrany senatorem z listy Bezpartyjnego Bloku Współpracy z Rządem z województwa lubelskiego. Zasiadał w komisji regulaminowej Senatu. W 1930 ponownie zdobył mandat, startując w województwie warszawskim. Został wówczas członkiem komisji gospodarstwa społecznego oraz kontroli długów państwa. Krótko był też członkiem Sądu Honorowego klubu BBWR. Z powodu postępującej choroby serca nie brał czynnego udziału w życiu parlamentu.
Był mężem Anieli Elżbiety z Oderfeldów (1883–1941), ojcem Stefana Laury (1913–1976).
Zmarł w Warszawie. Został pochowany na cmentarzu Powązkowskim (kwatera 251-1-1,2).

## Ordery i odznaczenia
- Krzyż Komandorski z Gwiazdą Orderu Odrodzenia Polski (10 listopada 1927)[6]